# Tangsil Kulon
Tangsil Kulon is een bestuurslaag in het regentschap Bondowoso van de provincie Oost-Java, Indonesië. Tangsil Kulon telt 3315 inwoners (volkstelling 2010).